# Daan Heymans
Daan Heymans (Retie, 15 juni 1999) is een Belgisch voetballer die bij voorkeur als middenvelder speelt. Hij speelde bij Westerlo, Lommel, Waasland-Beveren, Venezia FC en Charleroi. In juni 2025 tekende hij een contract bij KRC Genk.

## Spelerscarrière

### KVC Westerlo
Heymans begon met voetballen bij amateurclub KSK Retie om zich vervolgens in 2009 aan te sluiten bij de jeugdopleiding van KVC Westerlo.
Op 13 juli 2016 ondertekende hij een contract tot medio 2018 bij de club en stroomde hij door naar het eerste elftal. Op 7 augustus 2016 maakte de middenvelder zijn debuut in de Jupiler Pro League. In de met 3−0 verloren uitwedstrijd tegen KSC Lokeren kwam Heymans twintig minuten voor tijd binnen de lijnen als vervanger van Robin Henkens. Aan het einde van het seizoen degradeerde Westerlo naar de Eerste Klasse B.
Nadat de club een divisie lager actief was kreeg hij steeds meer speelkansen onder trainer Bob Peeters. Op 3 maart 2018 scoorde Heymans een hattrick in de met 6-0 gewonnen thuiswedstrijd tegen Lierse SK, dit waren zijn eerste doelpunten in het profvoetbal.

### Waasland-Beveren
Heymans ondertekende in juli 2018 een contract tot medio 2021 bij eersteklasser Waasland-Beveren. De in Retie geboren middenvelder kwam in de eerste seizoenshelft 2018/19 amper in actie, hij mocht slechts twee keer invallen. De club besloot daarom om hem in de tweede seizoenshelft op huurbasis te stallen bij Lommel SK. Bij Lommel kreeg Heymans vrijwel meteen een basisplaats, hij scoorde ook één doelpunt in de thuiswedstrijd tegen OH Leuven. Na deze uitleenbeurt keerde Heymans terug naar Waasland-Beveren waar hij opnieuw weinig speelkansen kreeg,:in het seizoen 2019/20 kwam hij slechts in vijf wedstrijden in actie, waarvan twee basisplaatsen.
In het seizoen 2020/21 werd Nicky Hayen de nieuwe trainer van Waasland-Beveren en deze coach gaf Heymans wel het vertrouwen met de nodige speelgelegenheid. Op 9 september 2020 mocht hij in de basis starten in de eerste wedstrijd van het seizoen tegen KV Kortrijk, Heymans wist in deze wedstrijd twee keer te scoren en had op die manier een zeer belangrijk aandeel in de 1-3 overwinning, die Waasland-Beveren zelfs even de leidersplaats opleverde op basis van doelpuntensaldo. Na zeven speeldagen had hij al zes keer gescoord, waardoor hij op dat moment als topscorer een tijdje met de Gouden Stier op zijn rug speelde. Uiteindelijk verloor hij deze aan Paul Onuachu. Op het einde van het seizoen degradeerde Heymans met Waasland-Beveren uit de Jupiler Pro League.

### Venezia FC
In mei 2021 ondertekende Heymans een contract voor drie seizoenen bij Venezia FC. De club speelde op dat moment nog promotie-playoffs, waardoor Heymans bij het ondertekenen van zijn contract niet zeker wist of Venezia in het seizoen 2021/22 in de Serie A of Serie B zou uitkomen. Twee weken later verzekerde Venezia zich van de promotie. Hij debuteerde voor de club op 15 augustus 2021 als basisspeler in de bekerwedstrijd tegen Frosinone Calcio. Eén week later mocht Heymans zijn debuut maken in de Serie A tegen SSC Napoli. Op 14 december 2021 scoorde hij in de bekerwedstrijd tegen Ternana Calcio zijn eerste officiële doelpunt voor Venezia.

### Sporting Charleroi
Wegens een gebrek aan speelminuten – mede doordat Venezia zich na de promotie nog stevig versterkte – maakte Sporting Charleroi op 27 januari 2022 bekend dat het Heymans voor anderhalf jaar huurde met aankoopoptie. Na een half seizoen wist Heymans met zijn prestaties de staf van de club ervan te overtuigen de lening af te breken en hem definitief te kopen.

### KRC Genk
Op 18 juni 2025 werd officieel bekend gemaakt dat Heymans de overstap maakt naar KRC Genk. Hij tekende bij de Limburgse club een contract tot de zomer van 2029 en zal er met het rugnummer 38 gaan spelen.

## Statistieken
| Seizoen                     | Club                 | Land            | Competitie      | Competitie | Competitie | Beker | Beker | Europees | Europees | Totaal | Totaal |
| Seizoen                     | Club                 | Land            | Competitie      | Wed.       | Dlp.       | Wed.  | Dlp.  | Wed.     | Dlp.     | Wed.   | Dlp.   |
| --------------------------- | -------------------- | --------------- | --------------- | ---------- | ---------- | ----- | ----- | -------- | -------- | ------ | ------ |
| 2016/17                     | KVC Westerlo         | België          | Eerste Klasse A | 1          | 0          | 0     | 0     | —        | —        | 1      | 0      |
| 2017/18                     | KVC Westerlo         | België          | Eerste Klasse B | 24         | 4          | 2     | 0     | —        | —        | 26     | 4      |
| 2018/19                     | Waasland–Beveren     | België          | Eerste Klasse A | 2          | 0          | 0     | 0     | —        | —        | 2      | 0      |
| 2018/19                     | → Lommel SK          | België          | Eerste Klasse B | 12         | 1          | 0     | 0     | —        | —        | 12     | 1      |
| 2019/20                     | Waasland–Beveren     | België          | Eerste Klasse A | 5          | 0          | 0     | 0     | —        | —        | 5      | 0      |
| 2020/21                     | Waasland–Beveren     | België          | Eerste Klasse A | 32         | 8          | 2     | 1     | —        | —        | 34     | 9      |
| 2021/22                     | Venezia FC           | Italië          | Serie A         | 7          | 0          | 3     | 1     | —        | —        | 10     | 1      |
| 2021/22                     | → Sporting Charleroi | België          | Eerste Klasse A | 16         | 4          | 0     | 0     | —        | —        | 16     | 4      |
| 2022/23                     | Sporting Charleroi   | België          | Eerste Klasse A | 33         | 6          | 1     | 1     | —        | —        | 34     | 7      |
| 2023/24                     | Sporting Charleroi   | België          | Eerste Klasse A | 35         | 3          | 2     | 2     | —        | —        | 37     | 5      |
| 2024/25                     | Sporting Charleroi   | België          | Eerste Klasse A | 39         | 14         | 1     | 1     | —        | —        | 40     | 15     |
| 2025/26                     | KRC Genk             | België          | Eerste Klasse A | 0          | 0          | 0     | 0     | 0        | 0        | 0      | 0      |
| Carrière totaal             | Carrière totaal      | Carrière totaal | Carrière totaal | 206        | 40         | 11    | 6     | 0        | 0        | 217    | 46     |
| Bijgewerkt tot 18 juni 2025 |                      |                 |                 |            |            |       |       |          |          |        |        |

## Interlandcarrière
In februari 2017 werd Heymans door coach Gert Verheyen opgeroepen voor de U18 selectie van het Belgisch voetbalelftal voor de oefeninterlands tegen Japan en Spanje. Hij debuteerde tegen Spanje door aan de rust in te vallen voor Daouda Peeters. Eén dag later startte Heymans tegen Japan in de basis en maakte hij de 90 minuten vol, deze wedstrijd werd met 2-1 verloren.
Drie jaar later haalde zijn toenmalige trainer Verheyen in de talkshow Extra Time nog een anekdote aan over deze wedstrijden. Heymans zou normaal gezien ook nog in een derde oefenwedstrijd in actie zijn gekomen, maar Heymans had voor aanvang van de derde match blaren op zijn voeten en sprak daarover met zijn coach. Verheyen vroeg of hij kon spelen en Heymans bevestigde. Tot Verheyen naar de blaren keek. 

Er stond geen vel meer op! Dat zegt wel iets over hem. Hij zou zelfs zonder vel op zijn voeten gespeeld hebben.